# Ocelot (U-Boot)
HMS Ocelot (Kennung: S17) ist ein U-Boot der Oberon-Klasse der britischen Royal Navy und das letzte U-Boot, welches in den Chatham Dockyards gebaut wurde.
Die Ocelot war eines der dreizehn U-Boote der Oberon-Klasse, die zwischen 1959 und 1964 für die Royal Navy gebaut wurden. Diese Klasse zeichnete sich dadurch aus, dass sie unter Wasser hohe Geschwindigkeiten von bis zu 17 Knoten erreichen konnte. Sie trugen auch bessere Überwachungsinstrumente als ihre Vorgänger der Porpoise-Klasse und waren mit Zieltorpedos bewaffnet. Zu den weiteren Verbesserungen gehörte die Schalldämmung aller Geräte, was die Oberon-Klasse zu den leisesten U-Booten der Welt machte. Somit war sie sehr für den Einsatz als Unterwasserpatrouille, die Überwachungs- und Geheimdienstmissionen durchführen, geeignet.

## Geschichte
Das U-Boot wurde 1964 in den Dienst der Royal Navy gestellt und versah dort seinen Dienst als Überwachungs-U-Boot. Das britische Verteidigungsministerium hat noch keine ausführlichen Papiere zu den spezifischen Operationen veröffentlicht, an denen die Ocelot beteiligt war. Die Navigationsaufzeichnungen geben jedoch einen kleinen Überblick über ihre Geschichte und Missionen.
Nach ihrer Indienststellung am 5. Januar 1964 wurde die Ocelot der 3. Submarine Squadron bei Faslane-on-Clyde zugeteilt. In den ersten drei Jahren seiner Dienstzeit legte das Boot über 90.000 Meilen zurück. Es war zu Übungszwecken in den Gebieten des Flusses Clyde in Schottland sowie vor der nordirischen Küste um Londonderry aktiv, ebenso im Mittelmeer und 1965 in der Ostsee.
In den 1960er Jahren war die Ocelot wie viele andere U-Boote stark an der Erprobung von U-Boot-Ausrüstung beteiligt. Sie diente als Ziel für Flugzeuge und war bei der Schiffserprobung und Schulungen im Einsatz. Zur Erprobung des Mark-24-Torpedos war sie ein wichtiger Baustein. Ebenso war sie auch an NATO-Übungen dieser Zeit beteiligt. Am 24. Juli 1968 wurde das U-Boot vom britischen Verteidigungsminister und dem mit dem Helikopter eingetroffenen Second Sea Lord auf See besucht, was für die damalige Zeit ein etwas ungewöhnliches Ereignis war.
Während der 1970er Jahre führte das Boot Übungen, vor allem in die Karibik, durch. Am 1. Juli 1971 war sie an der Bergung der Artemis beteiligt, welche während des Auftankens an der Ufereinrichtung Dolphin in Gosport gesunken war. Obwohl die Artemis nie wieder in Dienst gestellt wurde, half die Mannschaft der Ocelot die an Bord gefangenen drei Besatzungsmitglieder zu retten und das Boot wieder flott zu machen.
Die Ocelot wurde schließlich im August 1991 in den Chatham Dockyards außer Dienst gestellt, nachdem sie 27 Jahre lang für die Royal Navy im aktiven Dienst gewesen war.

## Galerie

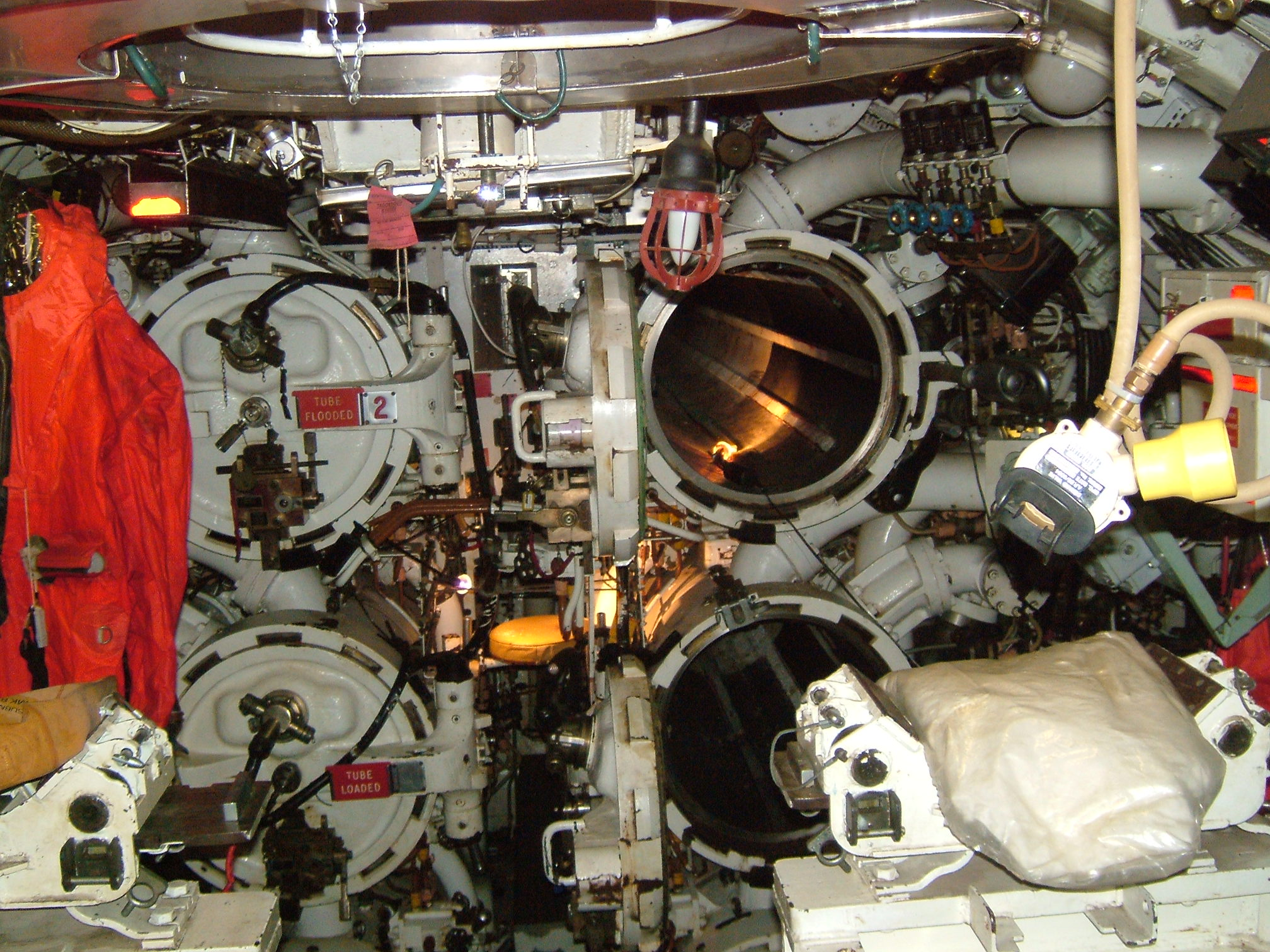
Torpedorohre und Fluchtluke.
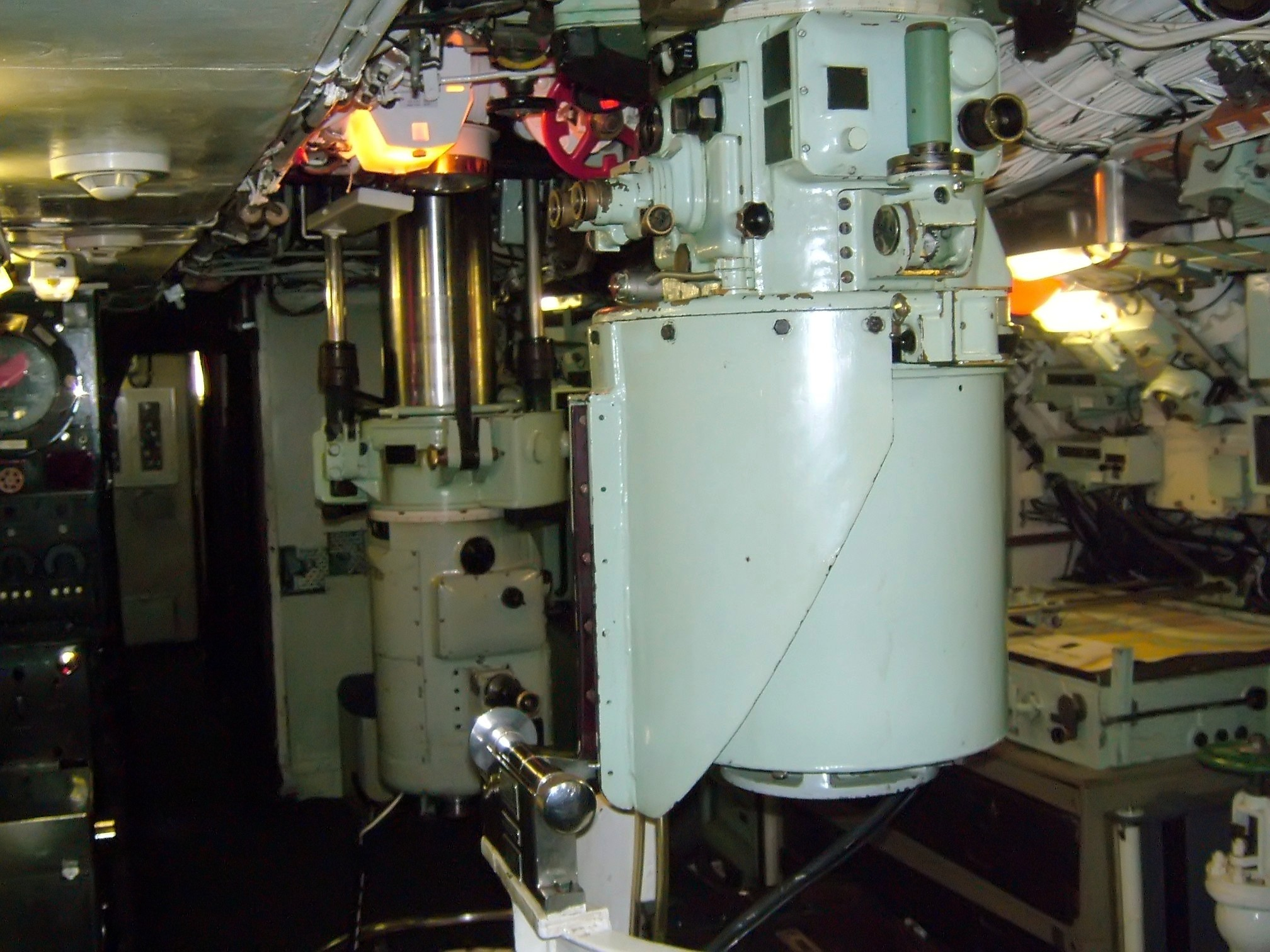
Das Such- und das Angriffsperiskop.
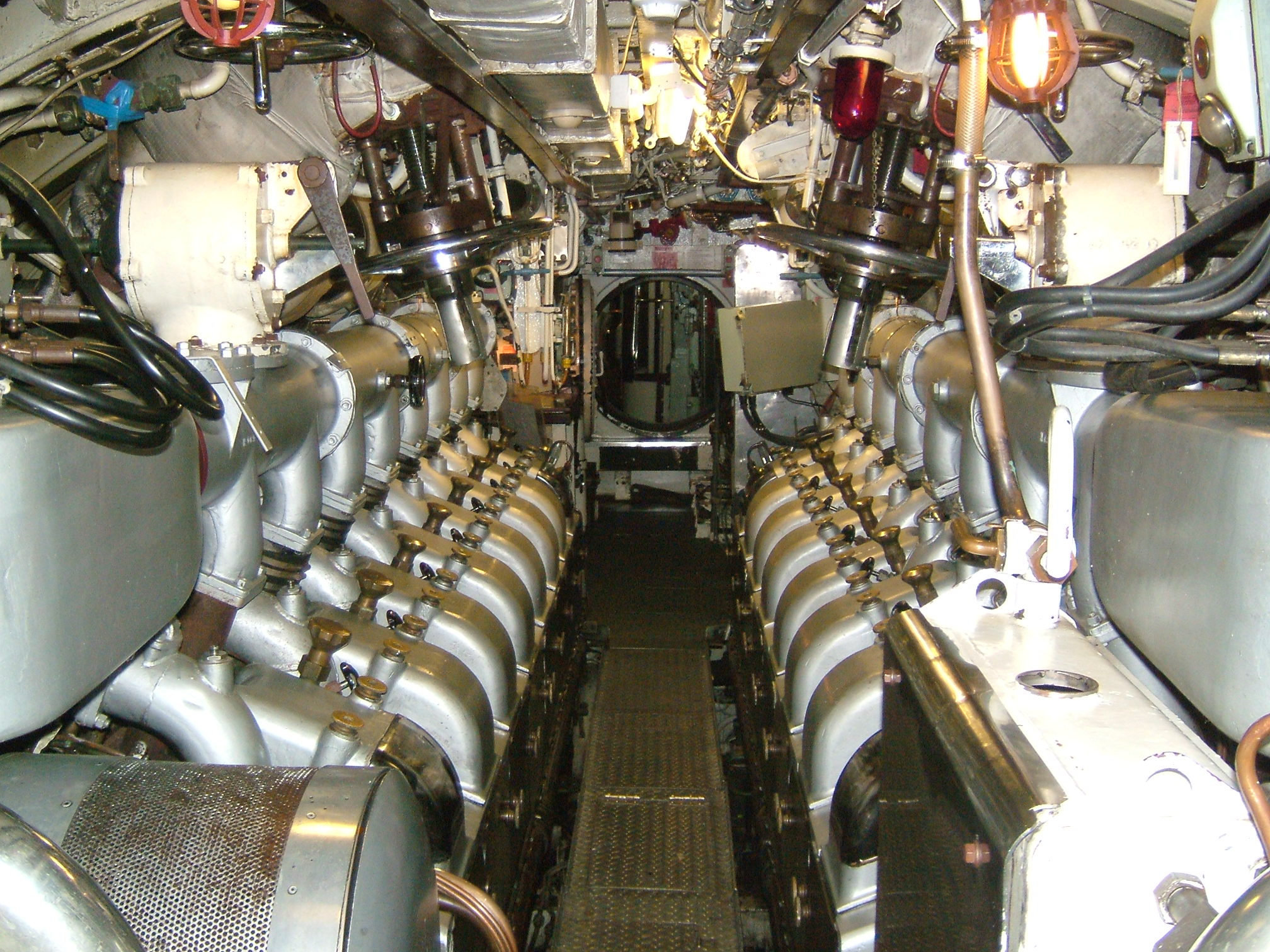
Die Dieselmotoren laden die Batterien für die Elektromotoren auf.